# Pierwoje Maja (przystanek kolejowy)
Pierwoje Maja (kaz. Первое Мая; ros. Первое Мая) – przystanek kolejowy w miejscowości Pierwoje Maja, w rejonie Bukar Żyrau, w obwodzie karagandyjskim, w Kazachstanie. Położony jest na linii Astana – Szu, na trasie Nowego Jedwabnego Szlaku.